# Ramty
Ramty (niem. Ramten) – osada w Polsce położona w województwie warmińsko-mazurskim, w powiecie kętrzyńskim, w gminie Reszel.
W latach 1975–1998 miejscowość administracyjnie należała do województwa olsztyńskiego.
W przeszłości wieś znajdowała się na terenie powiatu reszelskiego, a później powiatu biskupieckiego.
Ramty położone są nieco na północ od drogi wojewódzkiej 594 biegnącej z Reszla do Świętej Lipki.

## Historia
Wieś założona została w roku 1344.
W XIX w. majątek ziemski w Ramtach miał powierzchnię ok. 400 ha.
Przed II wojną światową funkcjonowała tu wytwórnia skrobi ziemniaczanej. Urządzenia techniczne zakładu wywiezione zostały w 1945 roku przez Armię Czerwoną. Po krochmalni pozostał wysoki komin.
Po roku 1945 PGR, funkcjonował jako samodzielna jednostka w ramach Inspektoratu PGR w Biskupcu. Wówczas do Ramt należały folwark w Lipowej Górze, zakład ogrodniczy w Reszlu i grunty we wsi Annowo. Ramty funkcjonowały później jako gospodarstwo szkolne Zespołu Szkół Rolniczych w Reszlu.

## Dwór
Dwór wybudowany został w drugiej połowie XIX w. na rzucie litery L. Jest to budynek parterowy, przykryty dachem dwuspadowym. Elewacja frontowa zdobiona klasycystycznym detalem architektonicznym, w narożu zadaszony ganek. Skromny dwór usytuowany został w części centralnej założenia, między podwórzem gospodarczym a rozległym parkiem krajobrazowym rozciągającym się w części północnej założenia.
Do roku 1945 dwór należał do rodziny Trenkmann. Po II wojnie światowej w dworze znajdowały się pomieszczenia biurowe i mieszkania. Dwór wraz z gospodarstwem szkolnym ZSR w Reszlu przejęty został przez AWRSP.